# Arame Ndoye
Arame Ndoye est une personnalité politique sénégalaise. Elle a exercé la charge de Ministre de l’aménagement du territoire et des collectivités locales au sein du Gouvernement Mbaye.

## Biographie
Diplômée de l’École supérieure de gestion et finances (ESGF), à Paris, expert financier de formation. Après avoir acquis une expérience dans des cabinets d’audit et d’expertise comptable au Sénégal, elle s’est spécialisée dans le domaine de la décentralisation et du développement local en occupant successivement le poste d’assistant technique chargé des finances et de la fiscalité locales au niveau du Programme d’appui à la décentralisation et au développement local (PADDEL) financé par la Coopération française) et celui de coordonnatrice du Programme d’appui aux régions (PAR), financé par l’Union européenne.
Elle a ensuite été conseillère technique auprès du Ministre du développement local du Sénégal, chargée de la coordination des projets et programmes de développement local, avant d’être nommée coordonnatrice de projets au niveau de l’ONG américaine Population Media Center Sénégal.
Nommée conseillère technique chargée de la décentralisation auprès du Président de la République du Sénégal à l’accession Macky Sall à la présidence, elle a occupé par la suite les fonctions de Ministre de l’aménagement du territoire et des collectivités locales] (Gouvernement d'Abdoul Mbaye).